# Dendrobium ochreatum
Dendrobium ochreatum är en orkidéart som beskrevs av John Lindley. Dendrobium ochreatum ingår i släktet Dendrobium, och familjen orkidéer. Inga underarter finns listade i Catalogue of Life.